# Zahaiți, Pidhaiți
Zahaiți (în ucraineană Загайці) este un sat în comuna Stare Misto din raionul Pidhaiți, regiunea Ternopil, Ucraina.

## Demografie
Componența lingvistică a localității Zahaiți
     Ucraineană (99,21%)
     Alte limbi (0,79%)
Conform recensământului din 2001, majoritatea populației localității Zahaiți era vorbitoare de ucraineană (99,21%), existând în minoritate și vorbitori de alte limbi.